# Anhalt-Dornburg
El principat d'Anhalt-Dornburg fou un estat del Sacre Imperi Romanogermànic.
Va sorgir per divisió del tercer principat d'Anhalt-Zerbst el 1667 (que es va dividir a la mort de Joan VI entre els seus tres fills, creant les branques de Zerbst, Dornburg i Mühlingen) corresponent Dornburg a Joan Lluís I. A l'extinció de la branca d'Anhalt-Zerbst, Cristià August i Joan Lluís II de Dornburg van adoptar per la seva línia el nom d'Anhalt Zerbst.

## Principat d'Anhalt-Dornburg
- Joan Lluís I 1667-1704
- Joan Lluís II 1704-1742 (+1746) de Anhalt-Zerbst
- Cristià August 1704-1742 (+ 1747)
- Rebatejada Anhalt-Zerbst
- Joan Lluís II de Dornburg 1742-1746
- Cristià August de Dornburg 1742-1747
- Frederic August 1747-1793